# Josef Paschek
Josef Leopold Paschek, född 15 november 1902, död 6 juli 1966 i Bromma, var en svensk kompositör och musikarrangör.
Han är begravd på Bromma kyrkogård.

## Filmmusik
- 1946 – Från wolfram-malm till Luma-tråd
- 1950 – Skapat i samverkan
- 1951 – Spöke på semester